# São João de Loure
Pour les articles homonymes, voir Loure.
São João de Loure est une ancienne paroisse (en portugais : freguesia) de la municipalité (en portugais : concelho ou município) de Albergaria-a-Velha, située dans le district d'Aveiro et la région Centre.

## Histoire
La loi no 11-A/2013 du 28 janvier 2013, portant réorganisation administrative du territoire des freguesias, fusionne São João de Loure avec la paroisse voisine de Frossos pour former l’União das freguesias de São João de Loure e Frossos (dont le siège est à São João de Loure).

## Jumelage
- Erstein (France) depuis 2004